# Haworthia reinwardtii
Haworthia reinwardtii ist eine Pflanzenart aus der Unterfamilie der Affodillgewächse (Asphodeloideae), die in der Ostkap-Provinz Südafrikas vorkommt.

## Merkmale
Die Nominatform H. reinwardtii var. reinwardtii wächst mit mehreren stammähnlich verlängerten Blattrosetten, die eine Länge von 15 bis 20 cm und einen Durchmesser von 5 bis 10 cm erreichen. Die zahlreichen, spiralig an der Sprossachse angeordneten aufrecht ausgebreiteten oder einwärts gebogenen Laubblätter sind bis zu 7 cm lang und 2 cm breit. Die Blattoberfläche ist rau, bräunlich-grün und trägt meist zahlreiche, flache, weißliche Knötchen. 
Der meist einfache, selten zusammengesetzte Blütenstand enthält 15 bis 20 Blüten. Die sechs Blütenhüllblätter sind blassrosa bis weiß mit grau-braunen Adern; sie sind zu einer gebogenen Blütenröhre verwachsen mit drei nach oben eingerollten inneren Tepalen.
Haworthia reinwardtii ist im Erscheinungsbild sehr vielfältig und es sind eine Reihe von Varietäten und Formen beschrieben, wobei manche dieser Varianten inzwischen anderen Arten zugerechnet werden. Haworthia reinwardtii werden aktuell zugerechnet:
- Haworthia reinwardtii f. chalumnensis (G.G.Sm.) M.B.Bayer
 kommt bei Chalumna vor und weist verlängerte, einwärts gebogene, auffällig gefleckte Blätter auf.
- Haworthia reinwardtii f. kaffirdriftensis (G.G.Sm.) M.B.Bayer
 wächst am Great Fish River und weist an der Außenseite der Blätter längs verlaufende Reihen von Knötchen auf.
- Haworthia reinwardtii f. olivacea (G.G.Sm.) M.B.Bayer
 vom Great Fish River weist olivgrüne, relativ glatte Blätter mit wenigen runden Knötchen auf.
- Haworthia reinwardtii f. zebrina (G.G.Sm.) M.B.Bayer
 vom Great Fish River, die Knötchen sind auf der Außenseite der Blätter in auffälligen Querbändern angeordnet.
- Haworthia reinwardtii var. brevicula G.G.Sm.
 bei Grahamstown erreicht nur eine Höhe von etwa 10 cm und einen Rosettendurchmesser von 4 cm.